# Eugène Gigout

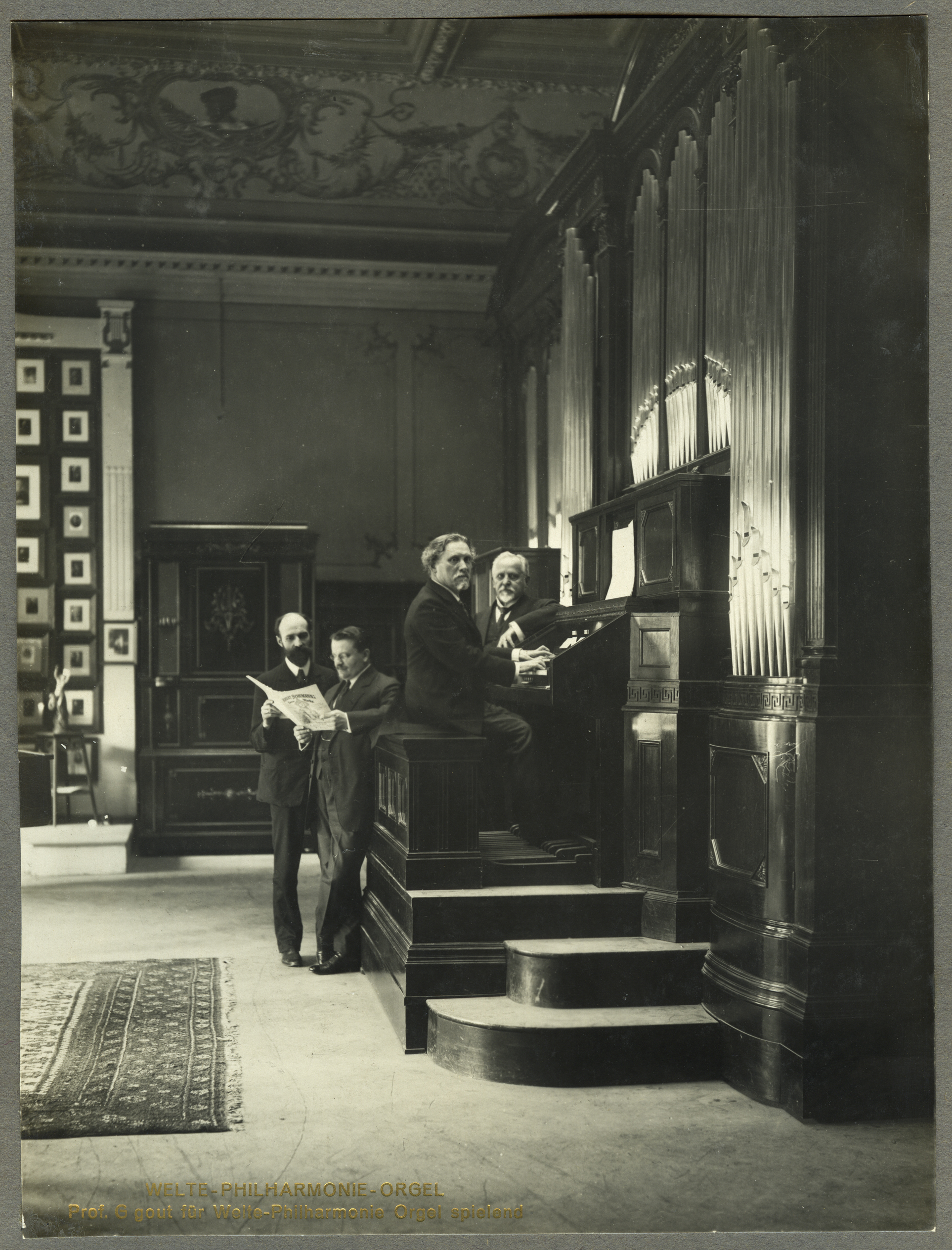
Aufnahmesitzung mit Eugène Gigout für die Welte-Philharmonie-Orgel, 1912

Camille Andrès (stehend, rechts), Alexandre Guilmant (sitzend, im Vordergrund), Pierre de Bréville (im Hintergrund) und Eugène Gigout (stehend, links)

Eugène Gigout (* 23. März 1844 in Nancy; † 9. Dezember 1925 in Paris) war ein französischer Organist und Komponist.

## Leben
Seine erste musikalische Ausbildung erfolgte an der Kathedrale von Nancy, im dortigen Knabenchor. 1857 wurde Gigout an der École Niedermeyer in Paris aufgenommen und erhielt Unterricht bei Camille Saint-Saëns und Gustave Lefèvre. Nach einer umfassenden Ausbildung in Gregorianik, Orgelmusik und dem Werk Johann Sebastian Bachs machte Gigout den Abschluss und blieb als Lehrer an der École Niedermeyer. Zu seinen Schülern gehörten Gabriel Fauré sowie sein angetrauter Neffe und späterer Adoptivsohn Léon Boëllmann. Weitere Schüler waren Victoria Cartier, Gaston Bélier, André Fleury, Henri Gagnon, André Marchal, André Messager und Albert Roussel.
1863 wurde Gigout zum Organisten der Pariser Pfarrkirche Saint-Augustin ernannt, eine Stelle, die er bis zu seinem Tod über 62 Jahre hinweg innehaben sollte. 1868 erhielt die Kirche eine große Orgel von Albert Peschard, die ihn zu Kompositionen anregte und auf der er zahlreiche Konzerte gab. Dabei machte er sich schnell einen Namen als Improvisator und Virtuose auf seinem Instrument.
Gigout gründete 1885 eine Schule für Improvisation, die er bis 1911 leitete, um dann in die Nachfolge Alexandre Guilmants am Pariser Konservatorium zu wechseln. Gigout komponierte hauptsächlich für Orgel. Sein bekanntestes Werk ist die Toccata in h-Moll.
Für Orgel oder Harmonium komponierte er 1920 sein „Album Grégorien“ (230 Pièces pour orgue ou harmonium dans les huit modes du plain-chant) Außerdem komponierte er eine sakrale Vokalwerke, sowie eine Méditation für Violine und Orchester.
Gigout wurde gemeinsam mit seiner Ehefrau Caroline-Mathilde, Tochter des Komponisten Louis Niedermeyer und deren Neffen Léon Boëllmann auf dem Cimetière de Montmartre beigesetzt.

## Werke (Auswahl)

### Für Orgel
- Six Pièces (1872, 1876, 1885)
- Trois Morceaux (1888)
- Cent Pièces brèves dans la tonalité du plain-chant (1888)
- Dix Pièces (1889)
- Album grégorien, 2 volumes (1895)
- Trois Pièces (1896)
- Prélude et fugue (1897)
- Rapsodie sur des airs populaires du Canada (1898)
- L'Orgue d'église (1902)
- Poèmes mystiques (1903)
- Interludium (1906)
- 70 Pièces (1911)
- Nouveau recueil de douze pièces (1912)
- Pièce jubilaire (1918)
- Cent Pièces nouvelles (1922)
- Dix Pièces (1923)
- Deux Pièces (1923)

### Für Orgel oder Harmonium
- Album grégorien, 2 volumes (1895)
- 100 Pièces brèves nouvelles (1914–1919)